# Vuča (gmina Rožaje)
Vuča (cyr. Вуча) – wieś w Czarnogórze, w gminie Rožaje. W 2011 roku liczyła 409 mieszkańców.